# سیگت‌مونوشتور
سیگت‌مونوشتور (به مجاری:  Szigetmonostor) یک منطقهٔ مسکونی در مجارستان است که در ناحیه سنت‌اندره واقع شده‌است. سیگت‌مونوشتور ۲۳٫۵۱ کیلومتر مربع مساحت و ۱٬۷۱۳ نفر جمعیت دارد.